# Effectif actuel des Wranglers de Calgary
 (mai 2025).
| No    | Nom                  | Nat. | Position       | Arrivée |
| ----- | -------------------- | ---- | -------------- | ------- |
| +032, | Dustin Wolf          |      | Gardien de but |         |
| +035, | Oscar Dansk          |      | Gardien de but |         |
| +003, | Josh Brook           |      | Défenseur      |         |
| +005, | Colton Poolman       |      | Défenseur      |         |
| +008, | Ilya Solovyov        |      | Défenseur      |         |
| +009, | Dennis Gilbert       |      | Défenseur      |         |
| +025, | Jérémie Poirier      |      | Défenseur      |         |
| +027, | Nick DeSimone – A    |      | Défenseur      |         |
| +037, | Yan Kuznetsov        |      | Défenseur      |         |
| +038, | Nicolas Meloche      |      | Défenseur      |         |
| +006, | Mitch McLain         |      | Centre         |         |
| +007, | Brett Sutter – C     |      | Ailier gauche  |         |
| +010, | Cole Schwindt        |      | Centre         |         |
| +011, | Matthew Phillips – A |      | Ailier droit   |         |
| +018, | Ben Jones            |      | Centre         |         |
| +019, | Clark Bishop         |      | Centre         |         |
| +020, | Alex Gallant         |      | Ailier gauche  |         |
| +024, | Martin Pospisil      |      | Ailier gauche  |         |
| +034, | Walker Duehr         |      | Ailier droit   |         |
| +041, | Radim Zohorna        |      | Centre         |         |
| +043, | Adam Klapka          |      | Ailier droit   |         |
| +046, | Emilio Pettersen     |      | Ailier gauche  |         |
| +047, | Connor Zary          |      | Centre         |         |
| +049, | Jakob Pelletier      |      | Ailier gauche  |         |